# 勒尔巴赫
勒尔巴赫是德国莱茵兰-普法尔茨州的一个市镇。总面积4.94平方公里，总人口211人，其中男性115人，女性96人（2011年12月31日），人口密度43人/平方公里。